# Château du Petit-Geroldseck
Ne doit pas être confondu avec Château du Grand-Geroldseck ou Château de Geroldseck.
Le château du Petit-Geroldseck se situe dans la commune française de Haegen, dans le département du Bas-Rhin. Depuis Saverne, prendre la D 171, puis la route forestière jusqu'au lieu-dit le Hexentisch. Suivre enfin un sentier balisé de la croix de Saint-André rouge. Il fait l’objet d’un classement au titre des monuments historiques depuis décembre 1898.

## Histoire
La destinée du château est très liée à celle du Grand-Geroldseck. Il date du XIIIe siècle. Les ruines ne présentent en elles-mêmes qu'un intérêt limité, mais elles s'ouvrent à l'est sur les collines de la plaine d'Alsace.

## Édifice
La basse-cour, le donjon, et des vestiges du logis seigneurial sont encore visibles.